# Молоко з медом
«Молоко з медом» — четвертий роман відомої польської письменниці Йоанни Ягелло, заключна частина циклу про Лінку.
Українською роман вийшов на два місяці раніше за оригінальний текст у Польщі.

## Пов'язані твори
Цей роман є четвертим у циклі про Лінку:
1. «Кава з кардамоном»
2. «Шоколад із чилі»
3. «Тирамісу з полуницями»
4. «Молоко з медом»

## Сюжет
У життя Лінки раптово вривається… вагітність. І всі плани — стати журналісткою, фотографувати й подорожувати з Адріаном — летять шкереберть. Чи справді дитина поламає запланове? Як на це відреагують вдома мама й родичі, а як у школі сприймуть вагітну випускницю? Врешті, як сприйме цю новину батько дитини? Адже у нього також були свої плани на це життя, на свою кар'єру, на Лондон. Він хоче вивчати живопис в Англії, і здається, взагалі не готовий до створення сім'ї та виконання обов'язків щодо виховання дитини. Тож Лінка змушена самотужки давати раду зі всім. Адже потрібно не лише доглядати доньку, а й завершити навчання, скласти іспити. Проте найголовніший іспит Лінка, звісно, складе!

## Видання українською мовою
«Молоко з медом»: роман / Йоанна Яґелло. Переклад з польської — Божени Антоняк. — Львів: Урбіно, 456 с. 2019. ISBN 978-966-2647-55-6

## Рецензії
Вікторія Дяченко. «Молоко з медом»: несолодка історія (15.04.2019). Студвей